# Collyris mniszechi
Collyris mniszechi (лат.) — вид жуков-скакунов рода Collyris из подсемейства Cicindelinae (триба Collyridini). Назван в честь польского энтомолога и аристократа Жоржа вон Мнишека (1822—1881). Юго-Восточная Азия.

## Распространение
Встречаются в Юго-Восточной Азии: Вьетнам, Лаос, Мьянма, Таиланд.

## Описание
Жуки-скакуны среднего и крупного размера с крупными глазами (20—24 мм). Цвет тела коричневый с пурпурным отблеском; голова широкая и короткая, но не слишком толстая, с закругленным и немного расширенным вертексом; верхняя губа небольшого размера, у самца коричнево-жёлтого цвета, у самки чёрная, второй зубец почти слился с третьим, шестой — с пятым; переднеспинка короткая, очень толстая, выпуклая как сверху, так и сбоку, по бокам сильно пунктирована; верхнечелюстные щупики с последним суставом особенно мелкие и шаровидные, предпоследний сустав толстый, но не очень длинный; скульптура надкрылий посередине очень грубая. Тело тонкое стройное, ноги длинные. Верхняя губа трапециевидной формы с 7 зубцами, 2 крайние отделены от центральной группы глубокой выемкой. Переднеспинка удлинённая. Надкрылья узкие. Задние крылья развиты, при опасности взлетают. Обитают на стволах деревьев и кустарников. Биология и жизненный цикл малоизучены.

## Классификация и этимология
Вид был впервые описан в 1864 году под названием Cicindela Mniszechii Chaudoir, 1864 по типовым материалам из Сиама (Siam). Название дано в честь польского энтомолога и аристократа Жоржа вон Мнишека (1822—1881). Валидный статус подтверждён в ходе ревизии, проведённой в 1994 году французским энтомологом Roger Naviaux (1926–2016).